# Fäviksgrundets naturreservat
Fäviksgrundets naturreservat är ett naturreservat i Norrtälje kommun i Stockholms län.
Området är naturskyddat sedan 1970 och är 0,6 hektar stort. Reservatet omfattar en flack ö i Fäviken vid havet. Reservatet består av lövskog.